# Puerto de Navalacruz
El puerto de Navalacruz es un puerto de montaña situado en el sur de la provincia de Ávila, en España.

## Situación
Tiene 1535 metros de altitud y comunica la N-502, a la altura de la Venta de Marchamala, con la localidad de Navalacruz a través de una carretera local.
Separa la sierra de Hoyocasero y la sierra de la Paramera.